# Kameradenrechtbank
Een kameradenrechtbank (Russisch: Товарищеский суд, Tovarisjeskij soed) was een instelling van sociale controle in de voormalige Sovjet-Unie, georganiseerd als een rechtbank, gevestigd per wijk of arbeiderscollectief. De rechters werden benoemd uit een panel dat was voorgedragen door de vakbonden. Iedere rechter moest een korte training volgen van 6 maanden lang. Dit veranderde onder de grondwet van 1936. Nu werden de rechters gekozen door middel van een algemene anonieme stemming. Kandidaten werden voorgedragen door de vakbonden, de partij en andere organisaties.
In een kameradenrechtbank werden verschillende kleine vergrijpen zoals dronkenschap, vechtpartijen, lawaaihinder en te laat op het werk komen behandeld. In beroep gaan was mogelijk via het uitvoerend comité van de plaatselijke sovjet of het vakbondscomité. Misdrijven behandeld door de kameradenrechtbank kwamen niet op het strafblad terecht, en boetes bedroegen maximaal 50 roebel.
Alcoholmisbruik was een groot probleem in de Sovjet-Unie: elke kameradenrechtbank kreeg regelmatig met een alcoholist te maken. Aan dronkenschap werd weinig gedaan tot Michail Gorbatsjov leider van het land werd: hij maakte het mogelijk alcoholisten naar een instituut te sturen waar men behandeling onderging en de persoon in kwestie moest werken: arbeid had immers volgens de regering een helende werking.
Met het uiteenvallen van de Sovjet-Unie verdwenen de kameradenrechtbanken.
1. ↑  (en) Sloan, Pat (1937-z.d.-z.d.). Soviet Democracy. The Camelot Press.